# دم‌روباهی
دم روباهی (نام علمی: Alopecurus) نام یک سرده از تیره گندمیان است.